# Józef Hitzgern
Józef Hitzgern – kupiec krakowski, członek honorowy loży wolnomularskiej Göttin von Eleusis w 1787 roku, rachmistrz-budowniczy loży Świątynia Izis w 1788.